# Železniční trať Protivec–Bochov
Železniční trať Protivec – Bochov (v jízdním řádu pro cestující naposledy označená číslem 163) je jednokolejná regionální trať, od roku 1996 bez pravidelné osobní dopravy.

## Historie

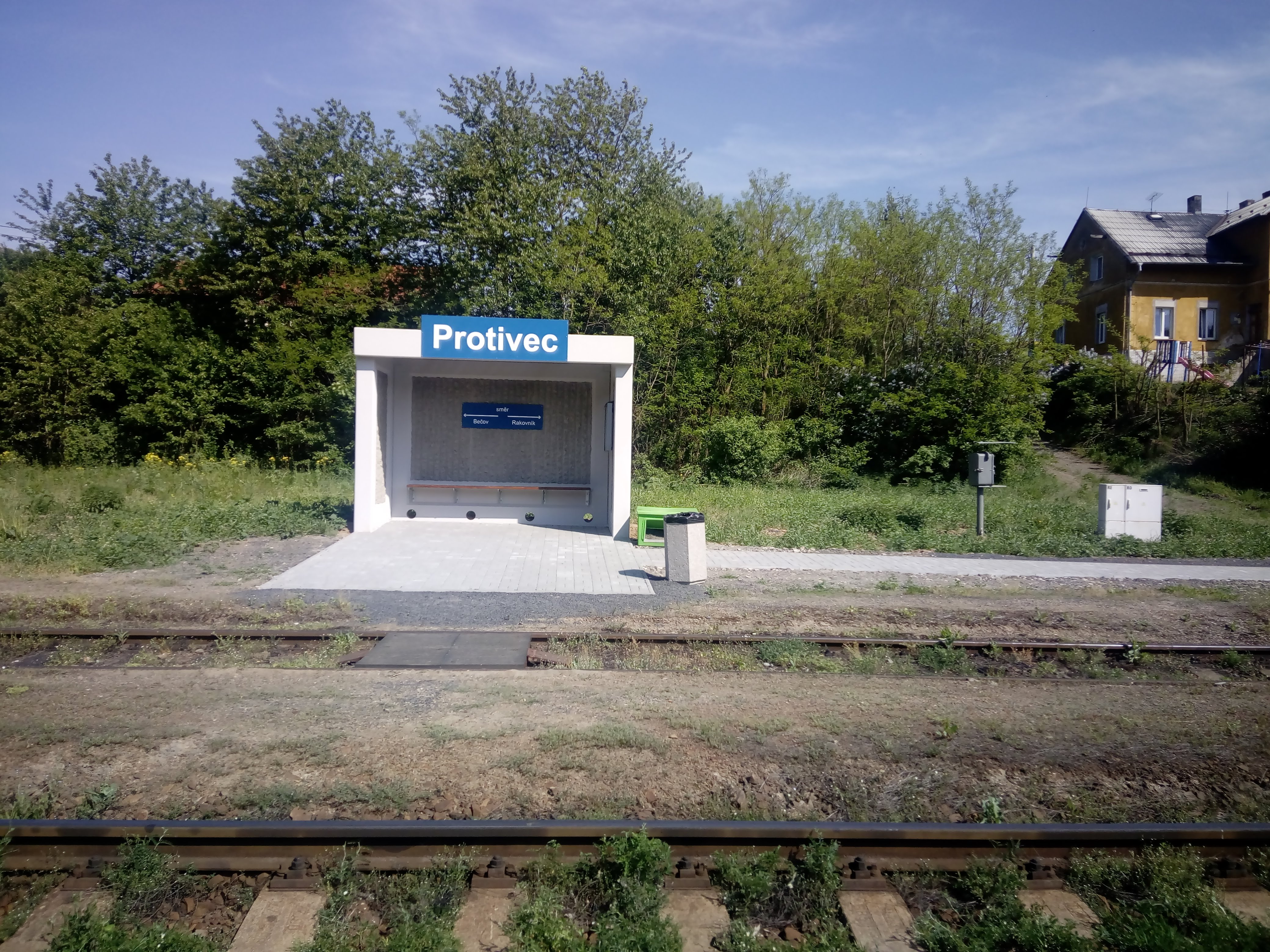
Nádraží Protivec, kde trať odbočuje z trati Rakovník – Bečov nad Teplou, původní budova nahrazena přístřeškem

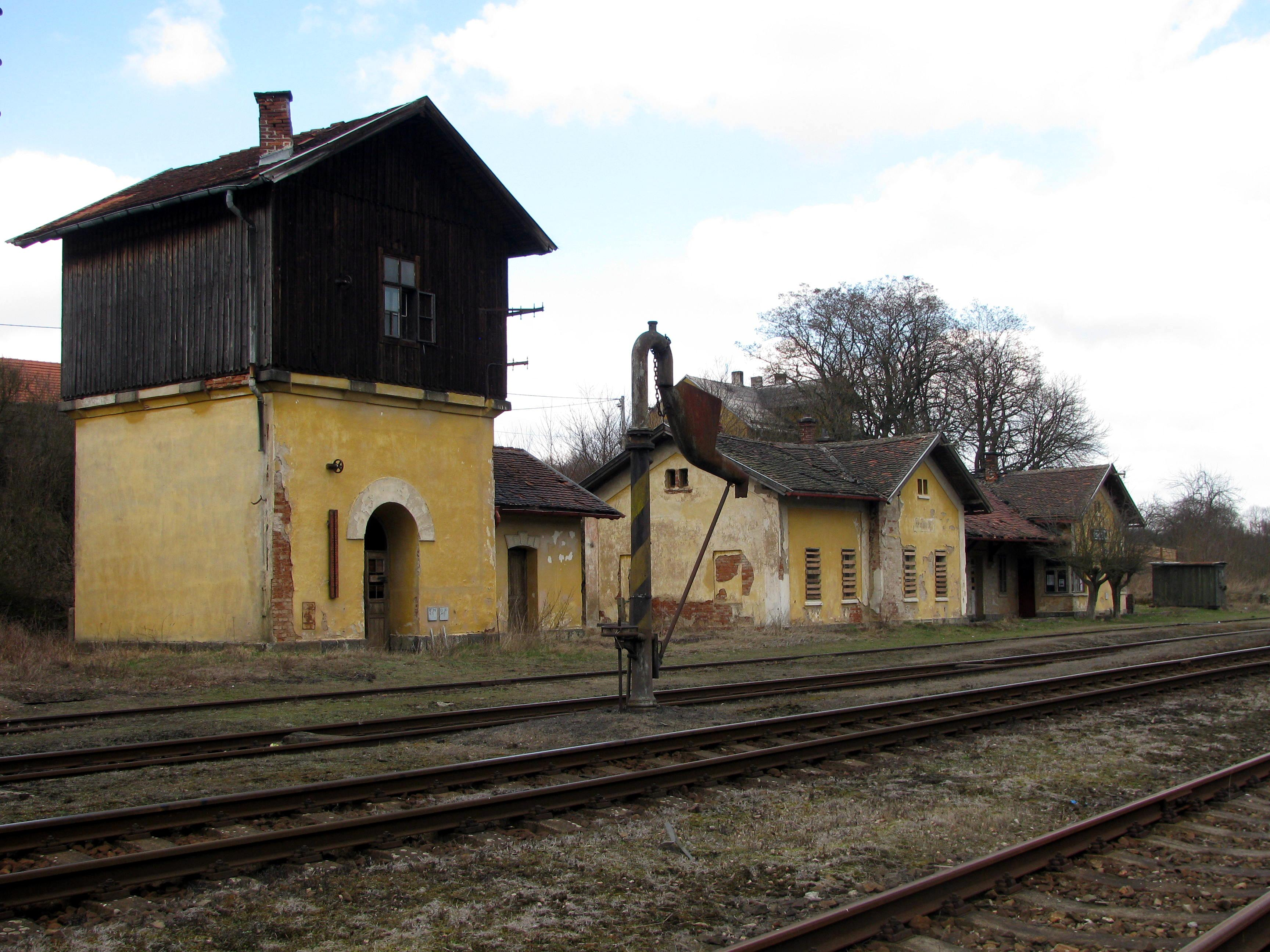
Nádražní budova v Protivci, jež byla zbořena roku 2017

Trať byla vybudovaná jako odbočka místní dráhy Rakovník – Bečov nad Teplou, provoz byl zahájen 27. června 1897. V prvních letech provozu vykazovala trať vysoké výkony v osobní i nákladní dopravě, nicméně s rozšířením automobilismu se ukazovalo, že trať je vedena z hlediska osobní dopravy špatným směrem, tedy od Karlových Varů, kam vždy směřovaly dopravní potřeby obyvatel Bochova. Osobní doprava byla zastavena již za hospodářské krize ve 30. letech a obnovena až po Mnichovské dohodě, kdy se trať ocitla v říši. Po válce byla osobní doprava opět na několik let zastavena. Kvůli odsunu německého obyvatelstva se kraj výrazně vylidnil, provoz tedy po svém obnovení byl malý – 4 páry osobních vlaků a postupně klesl na tři jen v pracovní dny. Trať dlouhodobě vedla seznamy nejztrátovějších tratí ČSD a poté ČD. 31. května 1996 zde byla zatím naposledy zastavena pravidelná osobní doprava.
| období jízdního řádu                                                                | číslo tratě a celkový rozsah tratě | počet vlaků (v části tratě)       |
| ----------------------------------------------------------------------------------- | ---------------------------------- | --------------------------------- |
| 1912                                                                                | 75c Protivice – Bochov             | 5 Sm                              |
| 1918/19 zima                                                                        | 75c Protivice – Bochov             | 2 Sm                              |
| 1944/5                                                                              | 167n Protiwitz – Buchau (Sudetenl) | 4 Sm                              |
| 1988/9                                                                              | 163 Protivec – Bochov              | 3 Os                              |
| 1996 – současnost                                                                   | není uvedena v JŘ                  | bez pravidelného osobního provozu |
| Vysvětlivky Sm – smíšený vlak, N – nákladní vlak s přepravou osob, Os – osobní vlak |                                    |                                   |

## Současnost
Pravidelná osobní doprava je zastavena a zastávky vesměs zrušeny a srovnány se zemí – stojí pouze staniční budova v Bochově a v Těšeticích. Nákladní doprava zastavena nebyla, po trati jezdí pravidelné manipulační vlaky dopravce ČD Cargo. Každoročně v únoru po trati jezdí tradiční vlak dopravce Lokálka Group.[zdroj?]
V červnu 2017 trať oslavila výročí 120 let od zahájení provozu, při této příležitosti byl vypraven zvláštní parní vlak z Lužné u Rakovníka do Bochova, vedený lokomotivou řady 354.1 zvanou Všudybylka.
V roce 2017 byla stržena staniční budova v Protivci a nahrazena malým přístřeškem.
Podle Správy železnic projelo po trati v roce 2024 celkem 100 nákladních vlaků. Od roku 2026 se plánuje zavedení sezónních cyklovlaků z Rakovníka.

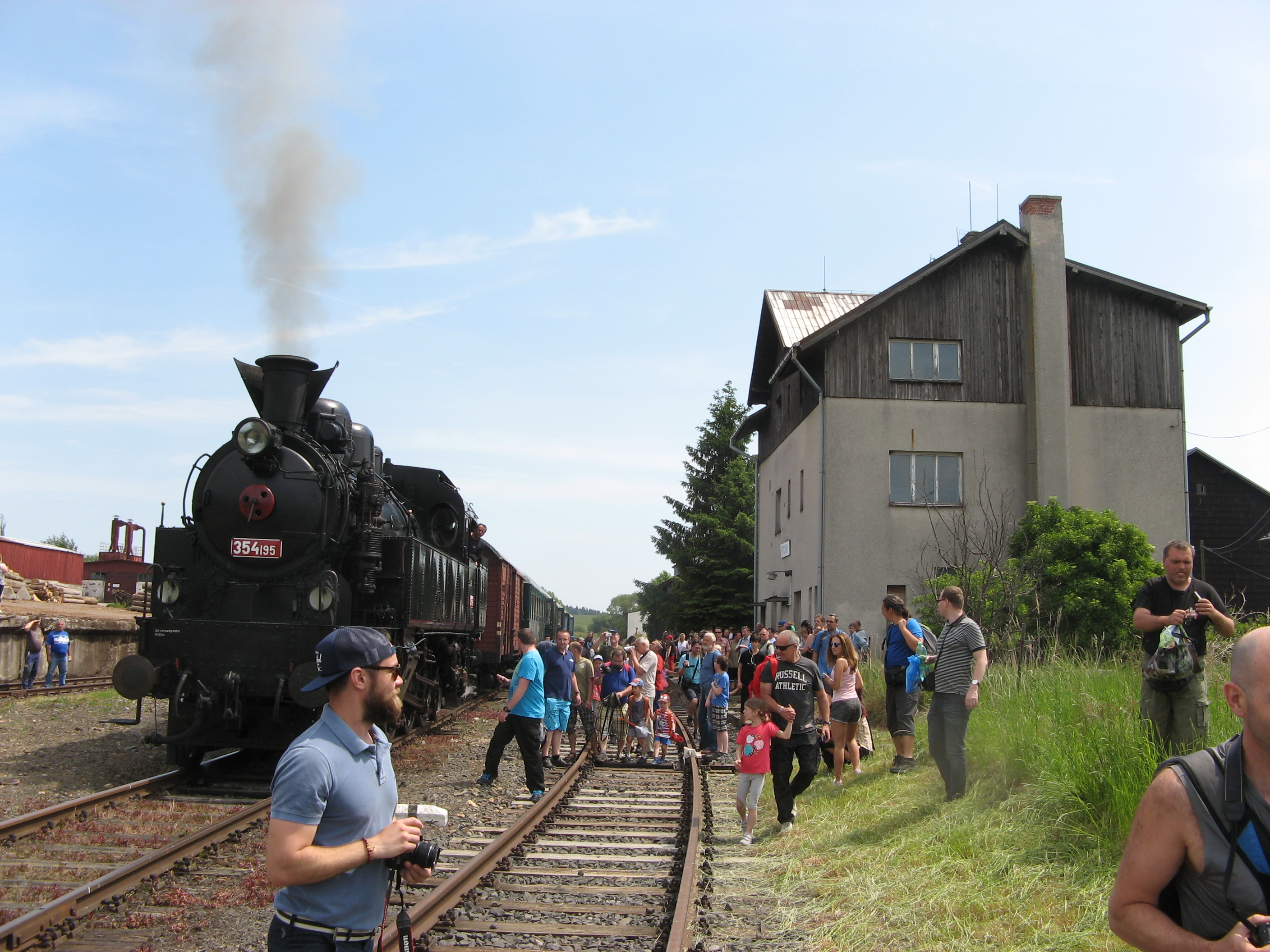
oslava výročí 120 let trati do Bochova

## Navazující tratě
- Trať 161 Rakovník – Blatno u Jesenice – Protivec – Bečov nad Teplou